# Mihai Robu
Mihai Robu (* 10. April 1884 in Săbăoani, Kreis Neamț (Rumänien); † 27. September 1944 Beiuș-Oakley Kreis Bihor) war von 1925 bis 1944 römisch-katholischer Bischof von Iași.

## Leben
Er besuchte die Grundschule seines Heimatorts und trat 1894 im Alter von zehn Jahren in das Priesterseminar in Iași ein. Am 19. November 1906 zum Diakon und am 7. April 1907 von Bischof Nicolae Iosif Camilli zum Priester geweiht, wurde er am 10. Januar 1907 Präfekt des Priesterseminars in Iași. Während des Ersten Weltkriegs, als das Seminar geschlossen wurde, war er in der Gemeindepastoral tätig, bis er 1920 Sekretär des Bischofs Alexandru Theodor Cisar wurde. Gleichzeitig war er Präfekt und Lehrer am Priesterseminar in Iași. 1922 übernahm er wieder eine Pfarrstelle und war Hauskaplan im Kloster Schwestern Unserer Lieben Frau von Sion „Notre Dame de Sion“ (NDS) in Iași.
Am 7. Mai 1925 ernannte ihn Papst Pius XI. zum Bischof von Iași. Konsekriert wurde er am 20. September 1925 in der Kapelle des Klosters Notre Dame durch Alexandru Theodor Cisar, dem Erzbischof von Bukarest. Mitkonsekratoren waren der rumänisch griechisch-katholische Bischof von Oradea Mare (Großwardein), Valeriu Traian Frențiu, und der rumänisch griechisch-katholische Bischof von Lugoj, Alexandru Nicolescu. Sein besonderes Anliegen war die Priesterausbildung. Er ließ Kirchen bauen, unternahm mehrere Reisen zur kanonischen Visitation seiner Pfarrgemeinden und spendete dabei das Firmsakrament.

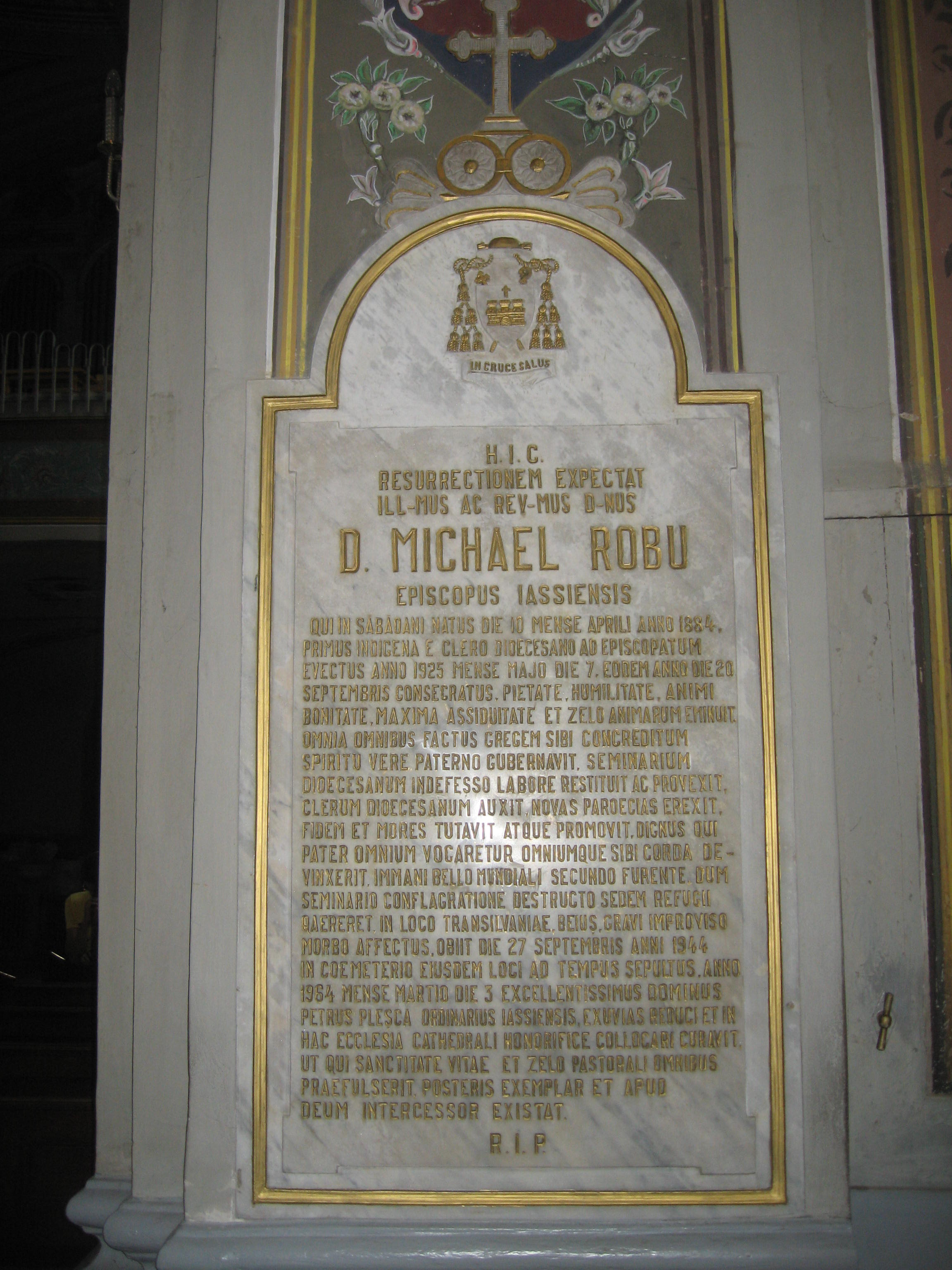
Epitaph in der Kathedrale Maria Himmelfahrt in Iași

Bei militärischen Operationen deutscher und ungarischer Verbände wurde bei einem Luftangriff durch die Rote Armee im März 1944 das Priesterseminar zerstört. Bischof Robu war gezwungen, die Stadt zu verlassen. In einem Kloster der Rumänisch-katholischen Kirche in Beiuș, Kreis Bihor, in den Bergen, fanden sie Aufnahme.
Anfang September zog er sich eine doppelseitige Lungenentzündung zu und verstarb am 27. September 1944. Zwei Tage später wurde er auf dem Friedhof von Beiuș beerdigt. 1964 wurden die sterblichen Überreste exhumiert nach Iași überführt und in der Kathedrale "Maria Himmelfahrt" beigesetzt.